# Hauskräuselspinnen
Die Gattung der Hauskräuselspinnen (Badumna) zählt zur Familie der Gezeitenspinnen (Desidae), die wiederum der Ordnung der Webspinnen angehörig ist. Die Arten der Gattung sind vorwiegend in Australien verbreitet, wobei die Graue Hauskräuselspinne (B. longinqua) und die Schwarze Hausspinne (B. insignis) auch in andere Teile der Welt eingeschleppt wurden und sich dort etablieren konnten. Hauskräuselspinnen sind sehr synanthrop (menschliche Siedlungsbereiche bevorzugend) und zählen zu den vergleichsweise wenigen Gezeitenspinnen mit netzbauender Lebensweise.

## Merkmale

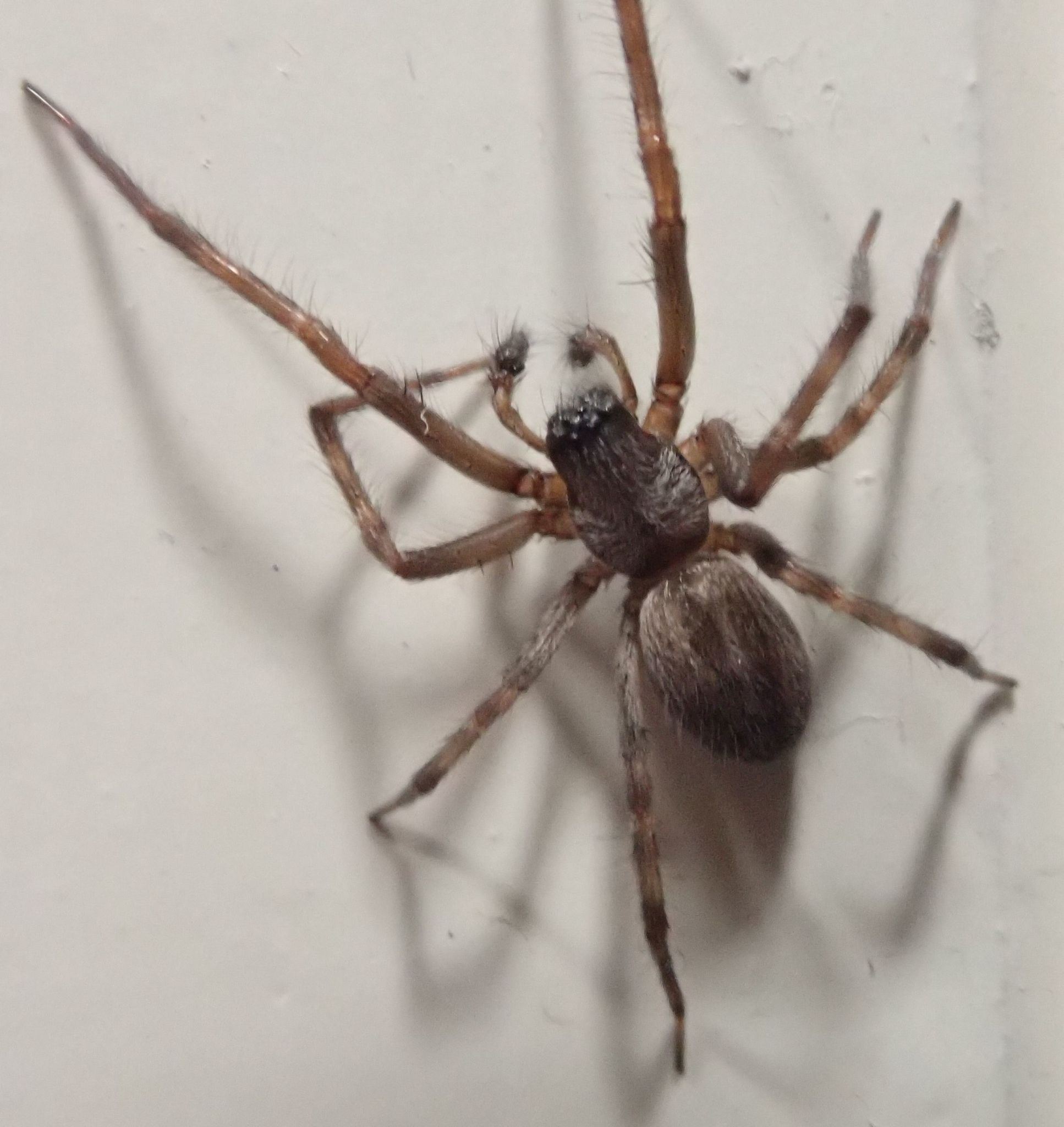
Männliche Hauskräuselspinne

Die Hauskräuselspinnen erreichen eine Körperlänge von 3 bis 20 Millimetern. Damit sind sie im Verhältnis kleine bis sehr große Gezeitenspinnen (Desidae). Allerdings treten bei den Arten der Gattung nicht selten große innerartliche Unterschiede bezüglich der Körperlänge und der genitalmorphologischen Merkmale auf. Typisch für Hauskräuselspinnen ist die robuste und kurzbeinige Gestalt. Viele Arten der Gattung haben eine dunkle Farbgebung und oftmals hellere oder dunklere Muster auf dem Opisthosoma (Hinterleib).
Der Carapax (Rückenschild des Prosomas bzw. Vorderkörpers) hat eine umgekehrt erscheinende subovale Form und ist beidseitig krummartig verengt. Der cephale (am Kopf befindliche) Bereich erscheint stark eingedrückt und die cephale Fläche ist allgemein groß sowie leicht erhöht, während die Stirn breit gebaut ist. Der Clypeus (schmaler Abschnitt zwischen dem vorderen Augenpaar und dem Rand des Carapax) ist recht tief und nicht hervortretend. Die Fovea (Apodem) kann bei den Hauskräuselspinnen variabel gebaut sein. Die acht vergleichsweise mittelgroßen Augen sind in recht ebenen zwei Reihen je zu viert übereinander angeordnet. Dorsal (oberhalb) betrachtet erscheint die obere Augenreihe länger als die untere. Aus frontaler Sicht ist das Gegenteil der Fall. Das mediane Augenviereck zwischen den Mittelaugen ist nach oben hin breiter werdend. Außerdem ist es langgezogen und annähernd quadratisch bis trapezförmig. Der Abstand der oberen Mittelaugen zueinander fällt entweder größer oder geringfügig kleiner aus als der zwischen den oberen Mittel- und den oberen Seitenaugen. Die beiden Seitenaugen selber sind etwas weniger als ihr eigener Durchmesser voneinander beabstandet. Die unteren Mittelaugen sind größer als die unteren Seitenaugen. Die Cheliceren (Kieferklauen) sind subzylindrisch geformt. Dabei weisen deren Basalglieder eine gerade und deren Klauenglieder eine kurze Gestalt auf. Die Cheliceren besitzen anterior (vorne) je vier und posterior (hinten) je zwei bis drei Zähne. Die Laden (umgebildete Coxen bzw. Hüftglieder der Pedipalpen) verlaufen fast parallel zueinander und sind fast doppelt so lang wie breit. Das subovale und an der Spitze konvexe Labium (sklerotisierte bzw. gehärtete Platte zwischen den Laden an der Vorderseite des Sternums) ist im Gegensatz dazu kaum so lang wie breit. Ihm fehlen querliegende Eindrückungen. Insbesondere an der Basis geht das Labium mehr in die Breite, während die konvexe Spitze ziemlich breit abgeschnitten erscheint. Ferner ist das Labium ausladend gerundet. Die Spitze des Sternums (Brustschild des Prosomas) erscheint abgestumpft.
Die Längenformel der Beinpaare lautet herabsteigend von groß nach klein meistens 1-2-4-3, wobei das zweite und das vierte Beinpaar dann jeweils eine identische Länge aufweisen. Die Beine sind teilweise mit Stacheln besetzt. Die Tibien (Schienen) der Beine sind ventral (unterhalb) mit zwei oder drei und die Metatarsen (Fersenglieder) auf gleicher Position mit drei Stacheln versehen. Die an den Tarsen (Fußgliedern) befindlichen Trichobothria (Setae bzw. chitinisierte Haare zum Tasten) sind regulär gestaltet. Sie haben je drei Klauen. Davon sind die beiden größeren mit dicken Zähnen gekämmt, während die kleinere im Zentrum von zwei langen gebogenen Zähnen umgeben ist. Die Trochanter (Schenkelringen) besitzen wie bei anderen Gezeitenspinnen keine Kerbungen.
Wie der Carapax und das Labium weist auch das Opisthosoma eine subovale Form auf. Außerdem ist es oftmals mit einem unauffälligen oder verschleierten Muster versehen. Das Cribellum (Organ zum Herstellen von Fangfäden) hat bei der Gattung einen zweigliedrigen Aufbau. Die sechs Spinnwarzen sind von mittlerer Größe, wobei die oberen länger als die unteren Spinnwarzen werden. Letztere sind breit gebaut und konisch-zylindrisch geformt. Sie sind außerdem deutlich breiter als lang und abgestumpft. Im Gegensatz dazu sind die oberen Spinnwarzen deutlich schmaler gebaut und konisch verlaufend. Ihre Länge ist mindestens mit der Breite identisch. Die Spinnröhrchen sind apikal (an der Spitze gelegen) entlang der gesamten Fläche der Spinnwarzen bedeckend angelegt.

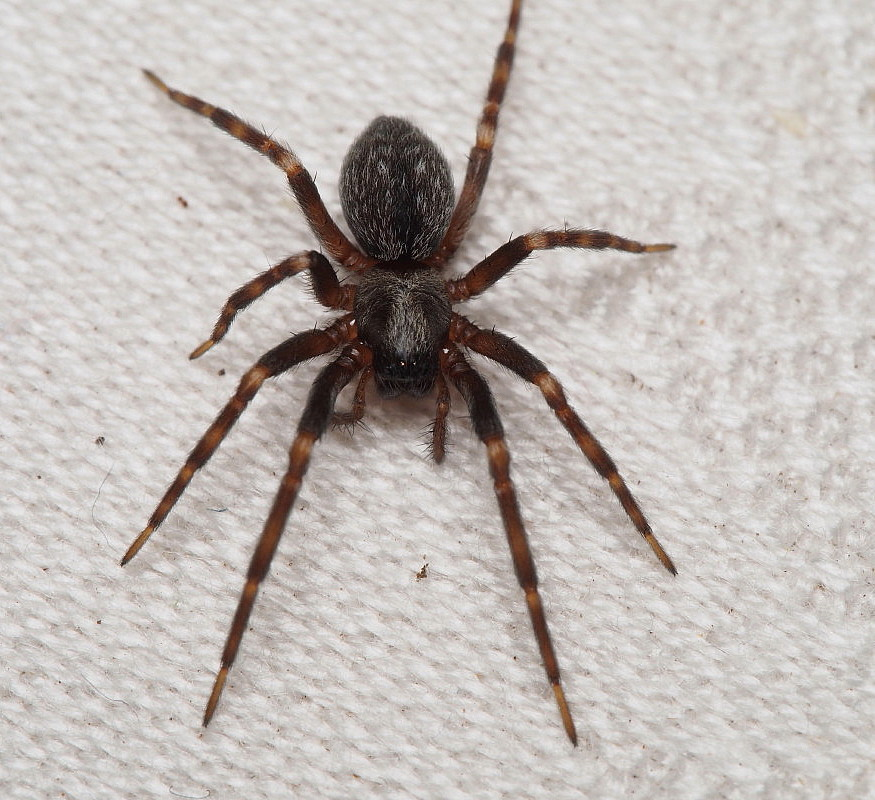
Dorsalansicht einer weiblichen Hauskräuselspinne
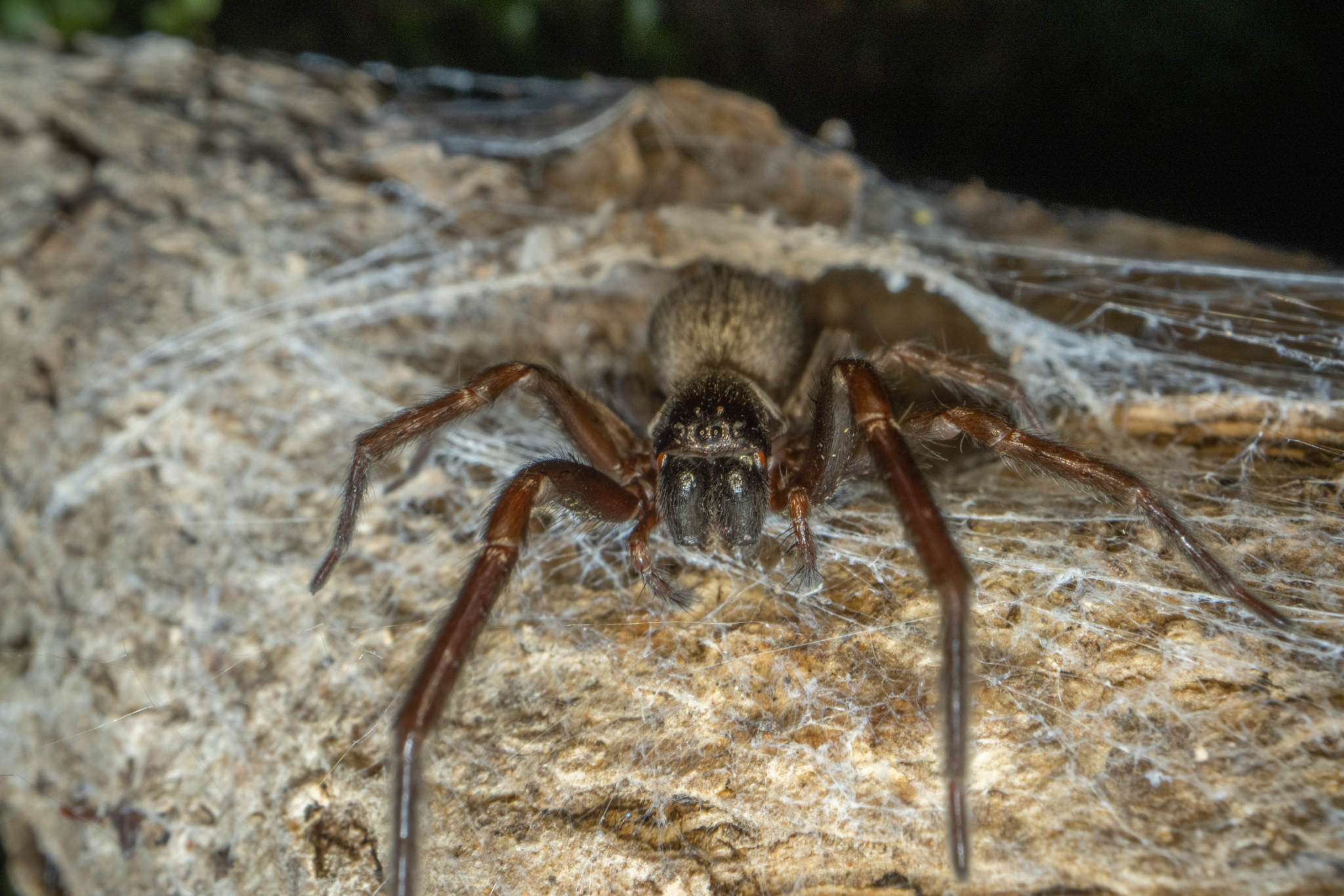
Frontalansicht einer weiblichen Hauskräuselspinne
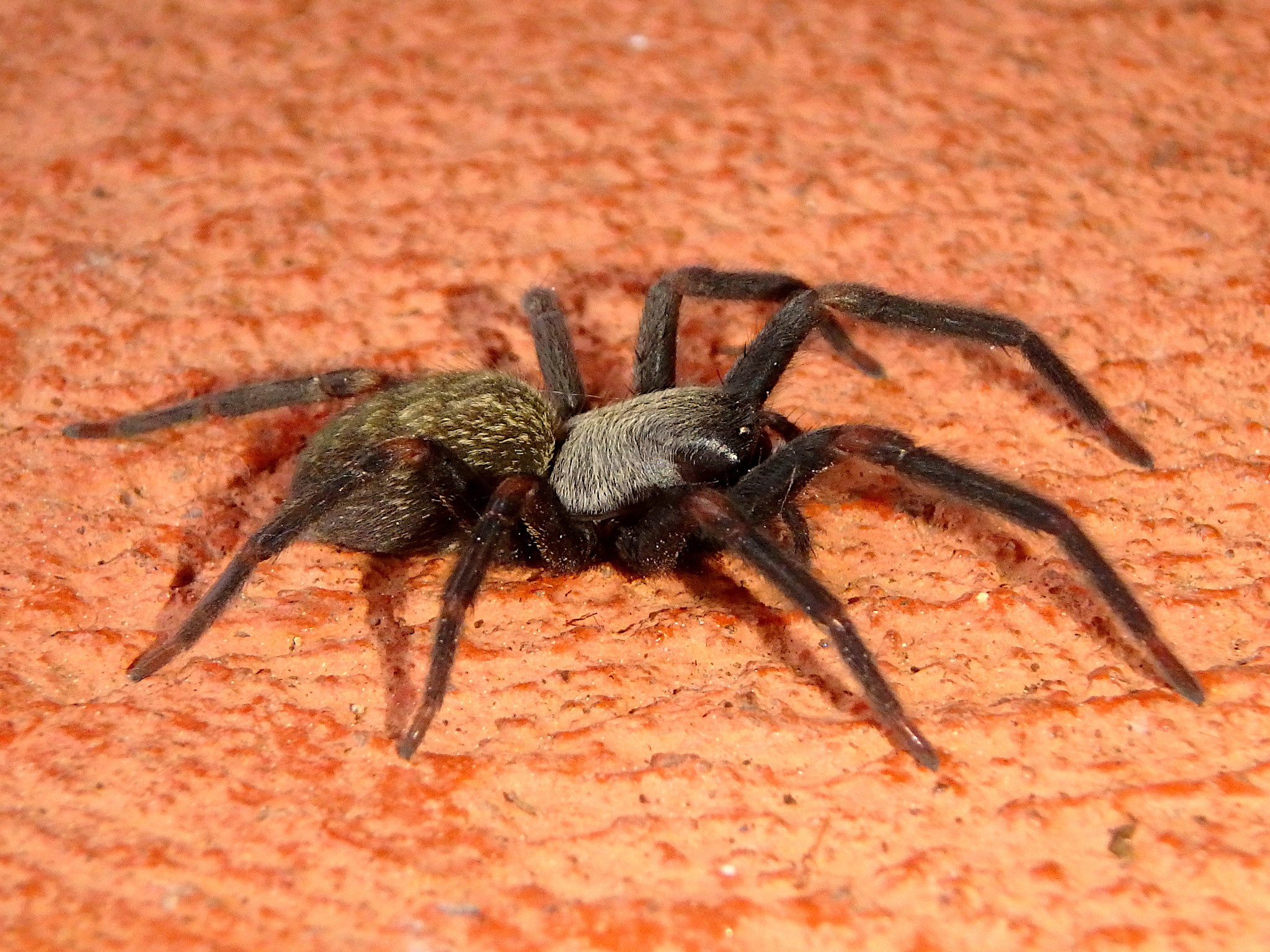
Lateralansicht einer weiblichen Hauskräuselspinne

### Genitalmorphologische Merkmale
Die Tibien der Pedipalpen (umgewandelte Extremitäten im Kopfbereich) sind bei den Männchen der Hauskräuselspinnen zylindrisch bis trapezförmig gestaltet. Apikal (zur Spitze gerichtet) sind auf den Tibien jeweils zwei bis drei Fortsätze und ventral ein weiterer kielförmiger Fortsatz vorhanden. Der als s-förmiger Stachel erscheinende Embolus (letztes Skleritl) des Bulbus (männliches Geschlechtsorgan) entspringt basal. Der Konduktor (Leiter) ist in distale (von der Körpermitte entfernt liegende) Richtung spitz zulaufend und weist eine am Rand gelegene Furche auf. Bei beiden Bulbi ist jeweils eine mediane (mittlere) und löffelförmige Apophyse (chitinisierter Fortsatz) und tegulär (rückseitige) befindet sich an den Bulbi je eine Modifikation, die basal (aus der Basis) hervorspringt.
Die Platte der Epigyne (weibliches Geschlechtsorgan) ist bei der Gattung als quer ausgerichteter Stab ausgelegt und deren Fovea (Apodem) erscheint als anteriore und gepaarte oder nicht gepaarte Struktur. Die Vulva kann einfach bis kompliziert strukturiert sein. Die Spermatheken (Samentaschen) sind kugelförmig. Die laterale Zähnung der Epigyne kann in der jeweiligen Längsrichtung variabel von zentral bis subkaudal (fast schwanzwärts) verlaufen.

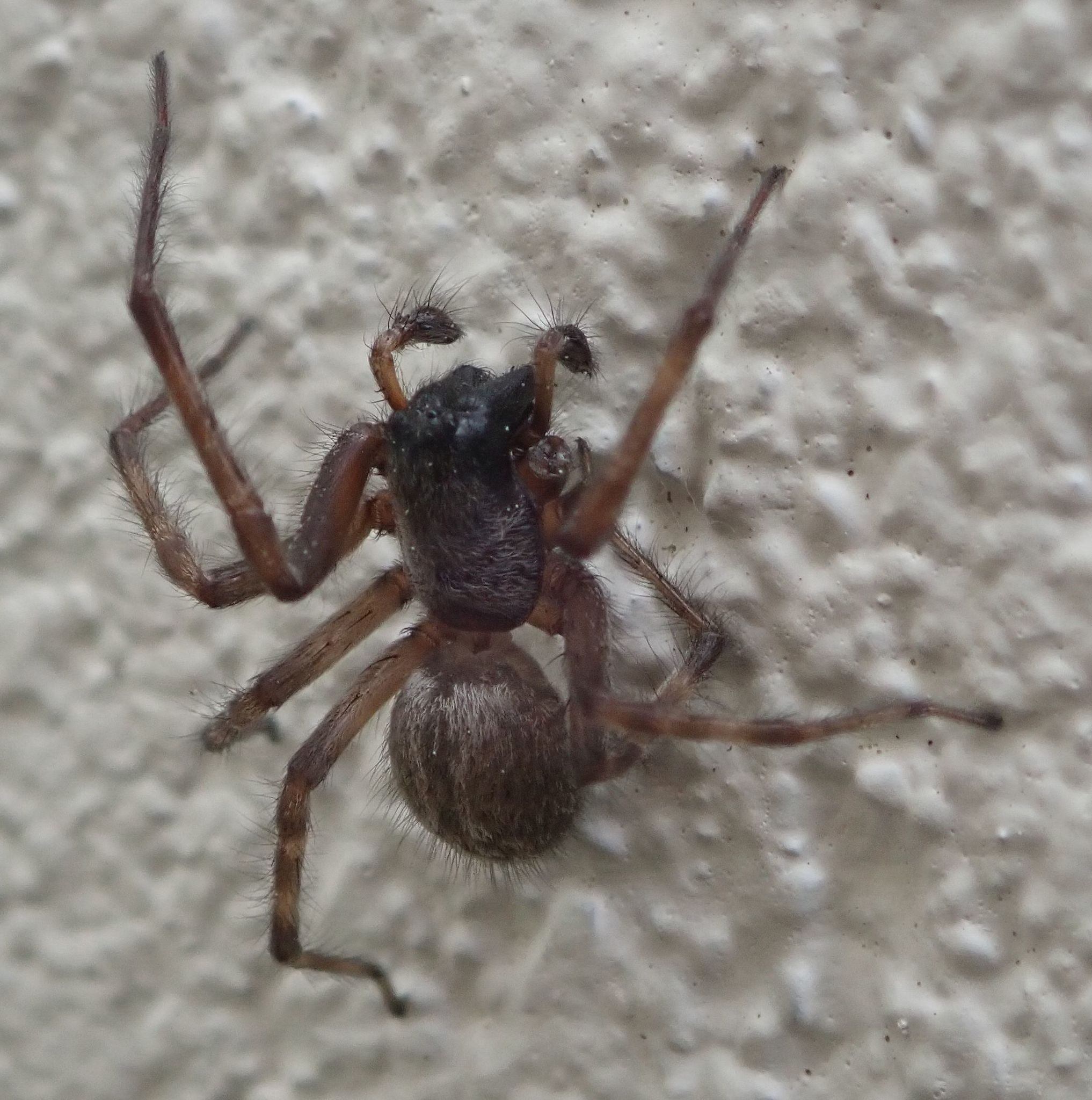
Nähere Ansicht einer männlichen Hauskräuselspinne mit erkennbaren Bulbi
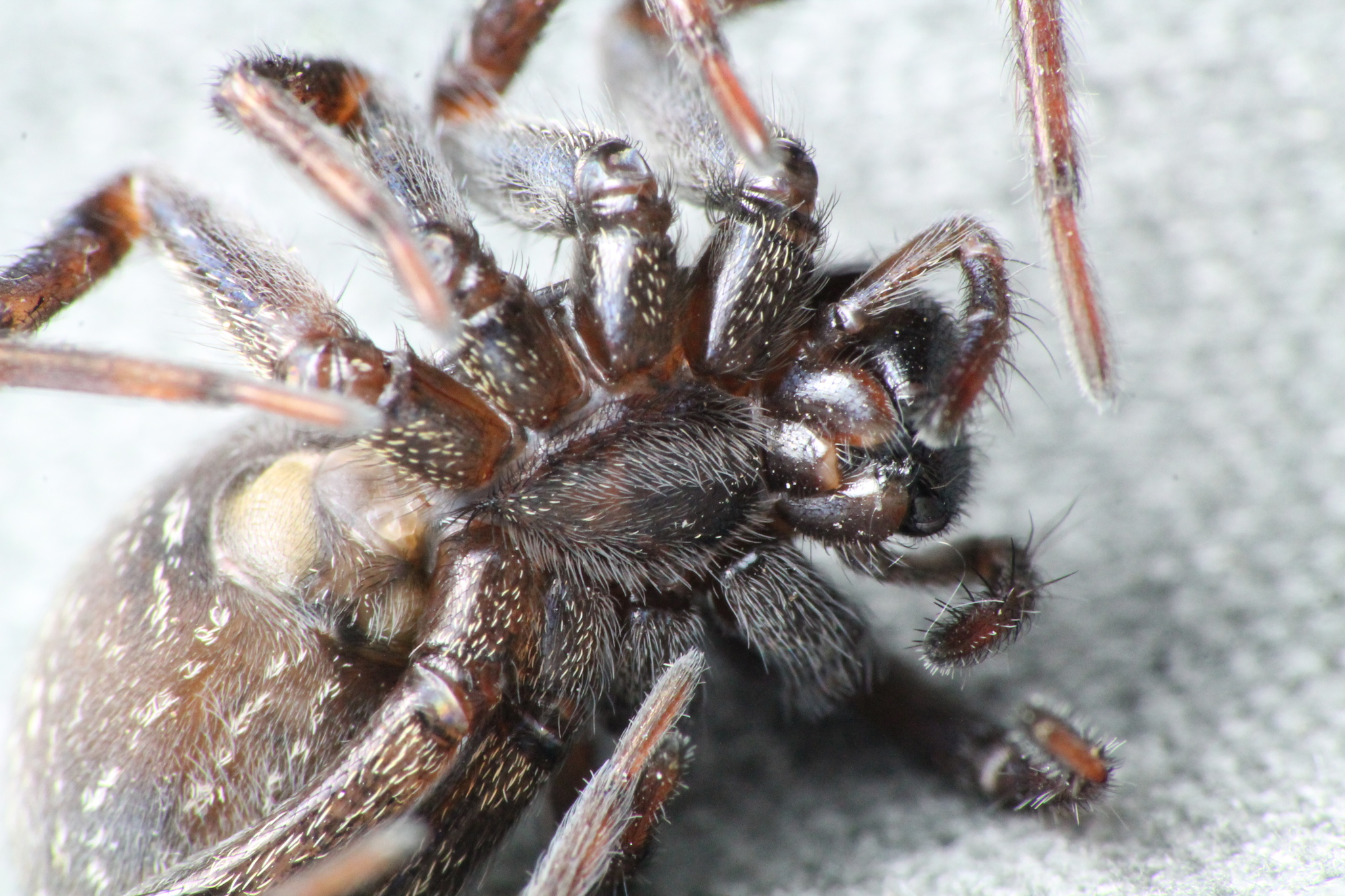
Nähere Ventralansicht einer weiblichen Hauskräuselspinne mit erkennbarer Epigyne

### Differenzierung von ähnlichen Spinnen
Die Hauskräuselspinnen können leicht mit den Arten der ebenfalls zu den Gezeitenspinnen (Desidae) zählenden Gattung Phryganoporus verwechselt werden. Diese sind jedoch anders als die Arten der Hauskräuselspinne am Körper reichlich mit weißen Setae bedeckt. Von den ebenfalls sehr ähnlichen Echten Finsterspinnen (Amaurobius) unterscheiden sich die Hauskräuselspinnen abgesehen von den hier anders geformten Spinnwarzen durch das Labium, das bei den Echten Finsterspinnen nicht länger als breit ist.

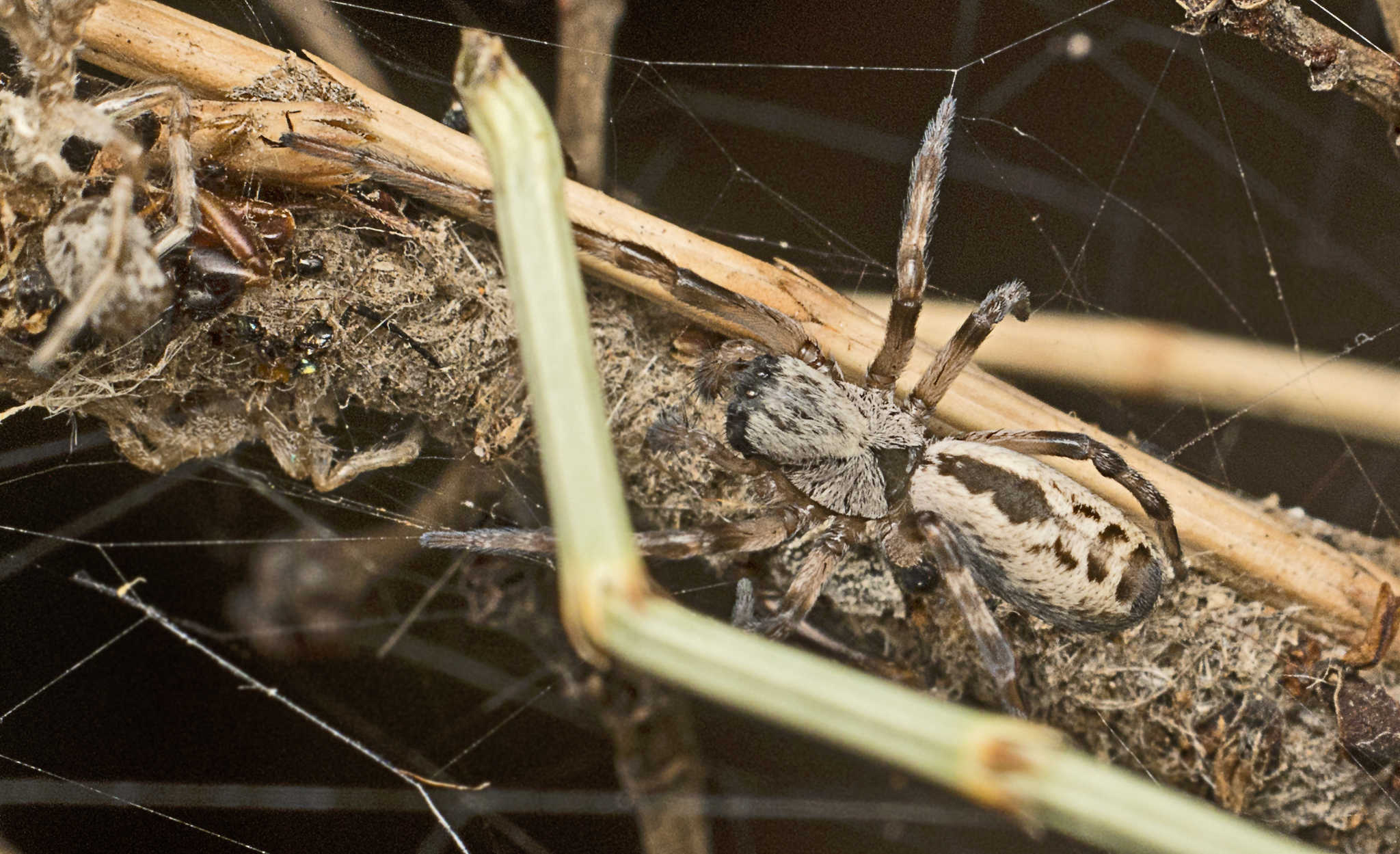
Männchen der Gattung Phryganoporus
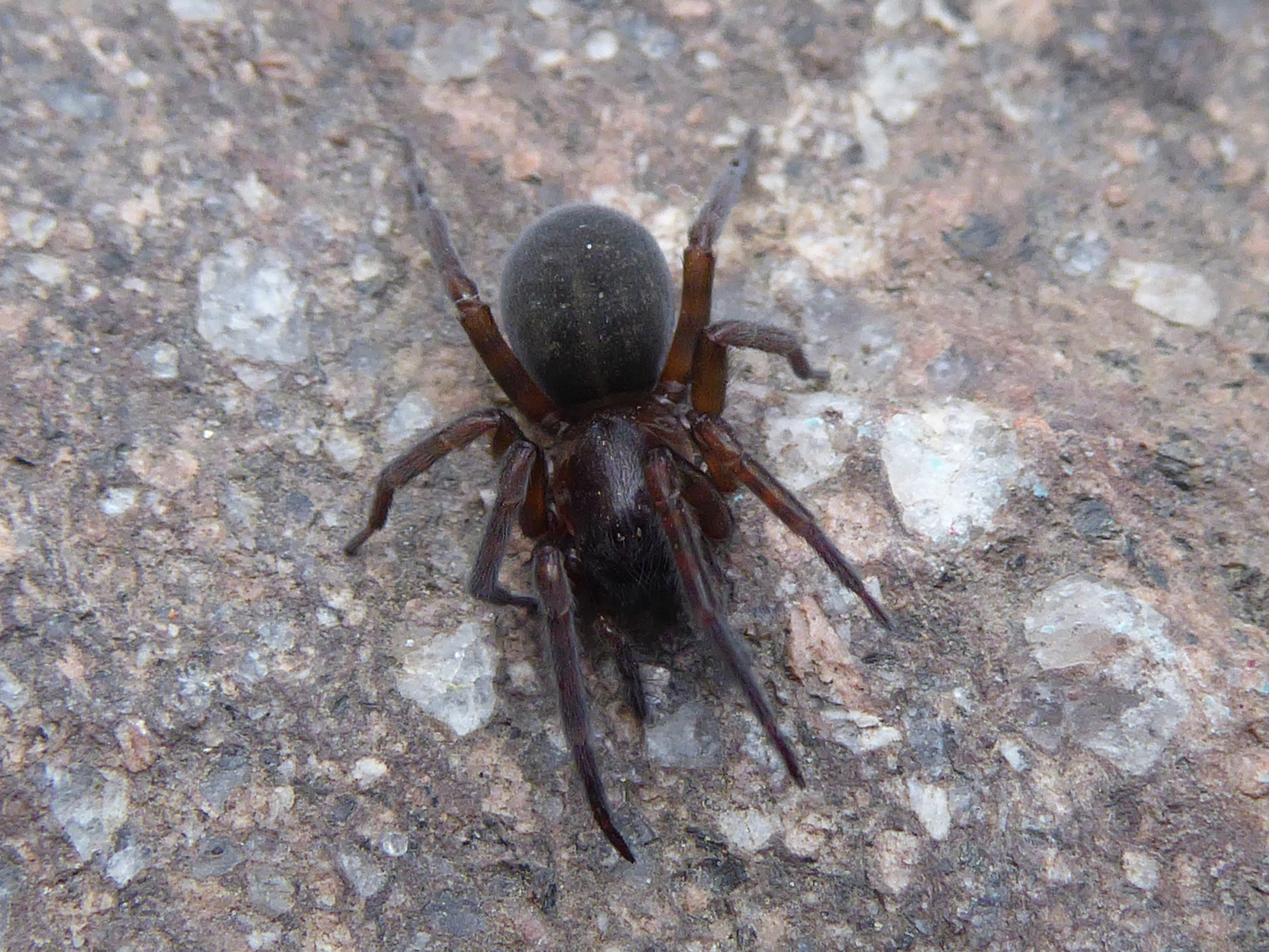
Weibliche Echte Finsterspinne (Amaurobius sp.)

## Verbreitung und Lebensräume

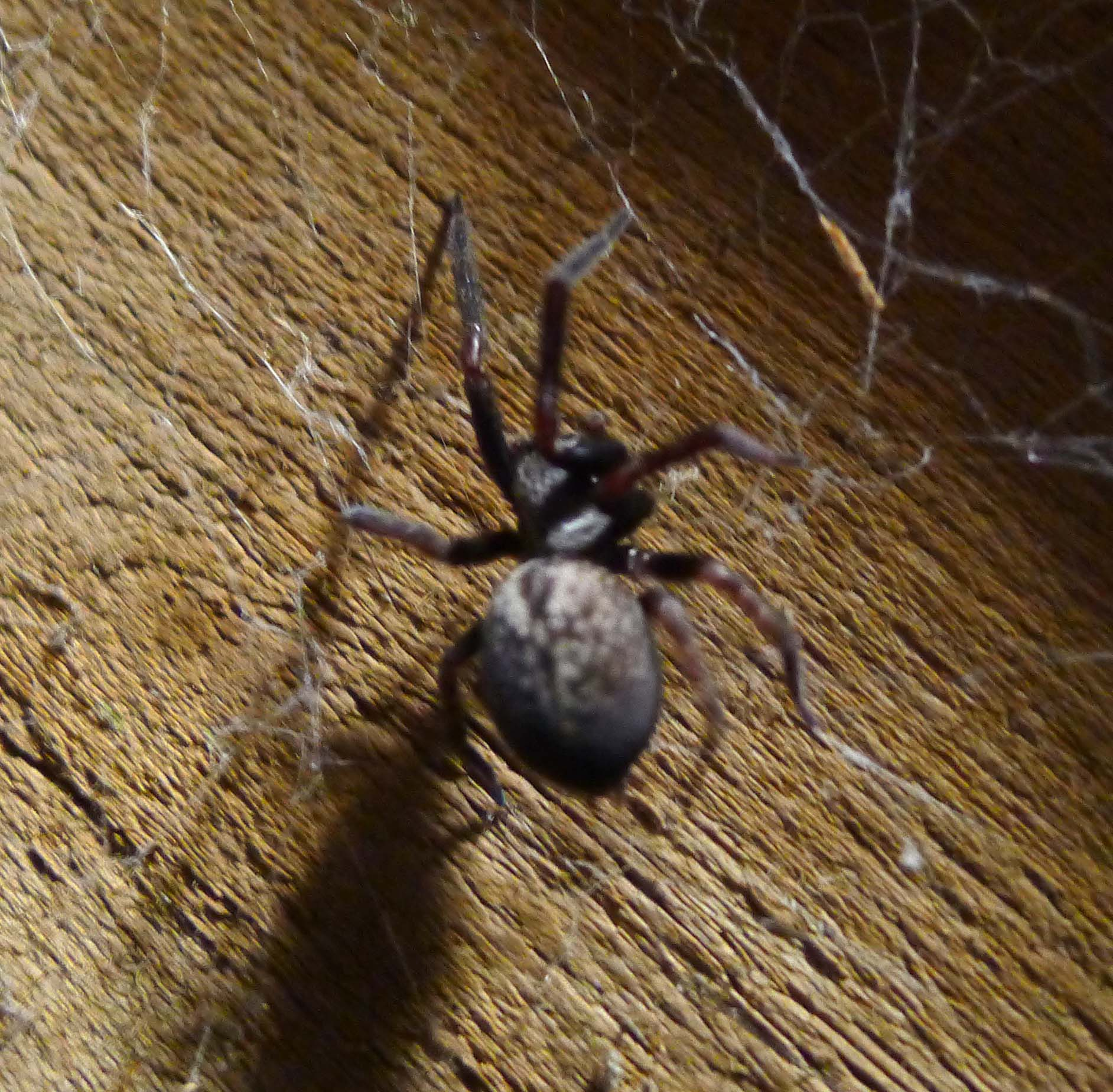
Weibliche Hauskräuselspinne, gefunden im Lamington-Nationalpark im Osten Australiens.

Das Verbreitungsgebiet der Gattung der Hauskräuselspinnen war ursprünglich von Australien bis Ostasien reichend. Allerdings konnten sich zumindest die Graue Hauskräuselspinne (B. longinqua) und die Schwarze Hausspinne (B. insignis) in anderen Teilen der Welt ausbreiten und sich außerhalb ihrer einstigen Verbreitungsgebiete etablieren. Die Graue Hauskräuselspinne ist mittlerweile kosmopolitisch vertreten. Hauskräuselspinnen zeigen eine ausgeprägte Synanthropie (Anpassung an menschliche Siedlungsbereiche) und sind vor allem in und an Gebäuden anzutreffen.

## Lebensweise
Hauskräuselspinnen legen Trichternetze an, die recht auffällig und unordentlich angelegt sind. Das Netz ist mit cribellaten Fangfäden versehen, die dazu dienen, in das Netz geratene Beutetiere wie Insekten an einer Flucht zu hindern und auch zu schwächen. Dies geschieht durch Fluchtversuche des Beutetieres, die bewirken, dass dieses sich dadurch immer weiter an seinen Tarsen im Gewirr der sehr elastischen Fäden verfängt und an Bewegungen zunehmend gehindert wird. Die Spinne selber greift anfangs nicht ein, sondern wartet, bis das Beutetier geschwächt genug ist. Dann begibt die Spinne sich zum Beuteobjekt und erlegt es durch einen mittels der Cheliceren verabreichten Giftbiss. Neuere Netze haben oftmals eine glänzende blaue Färbung, während ältere mit der Zeit dicht und verfilzt erscheinen und einen grauen Farbton annehmen.
Zu den Hauskräuselspinnen zählen auch Arten, die zu den sozialen Spinnen zählen, also in größeren Verbänden gemeinsam leben. Ein Beispiel dafür ist B. sociabilis.

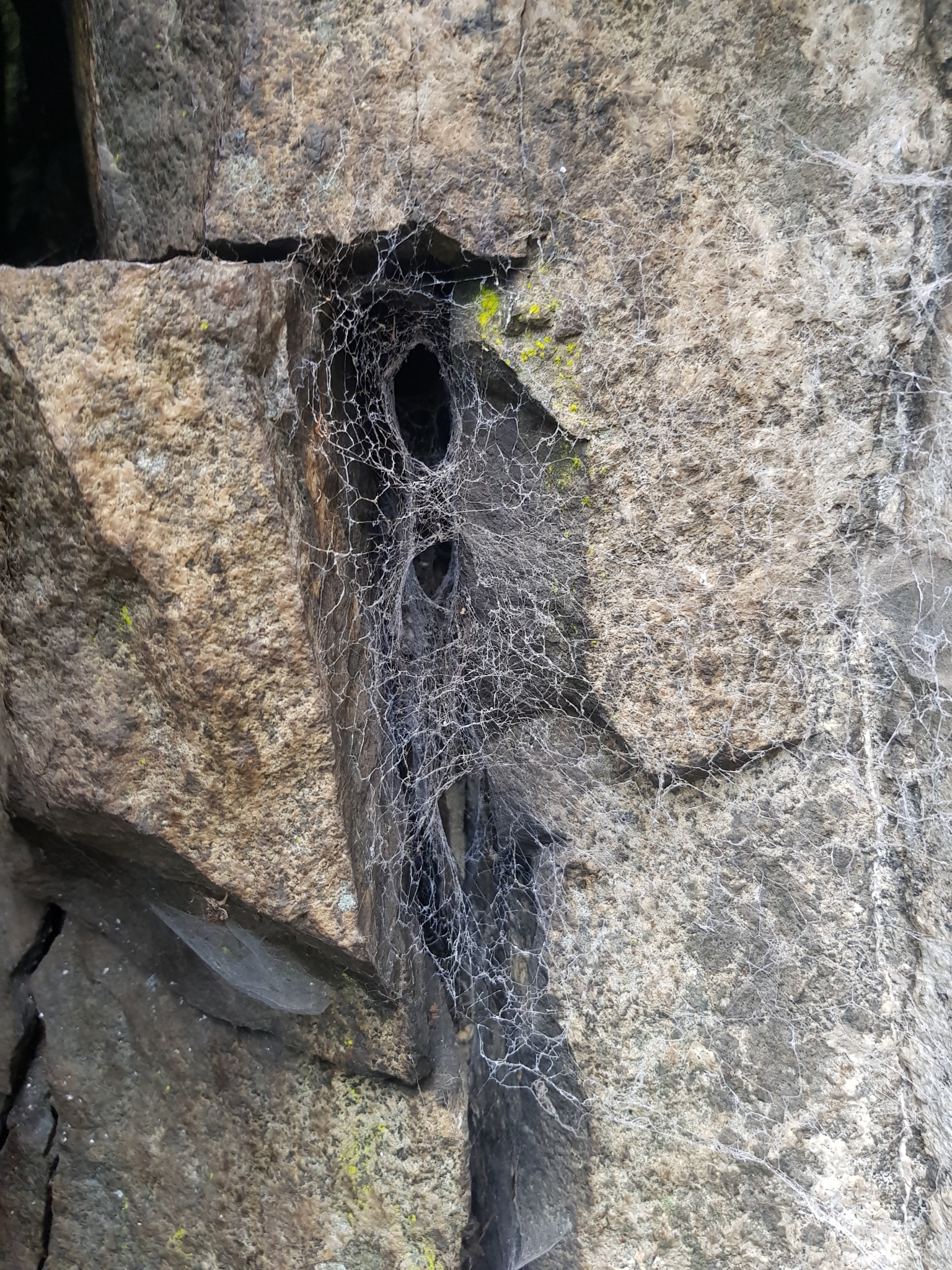
Trichternetz einer Hauskräuselspinne
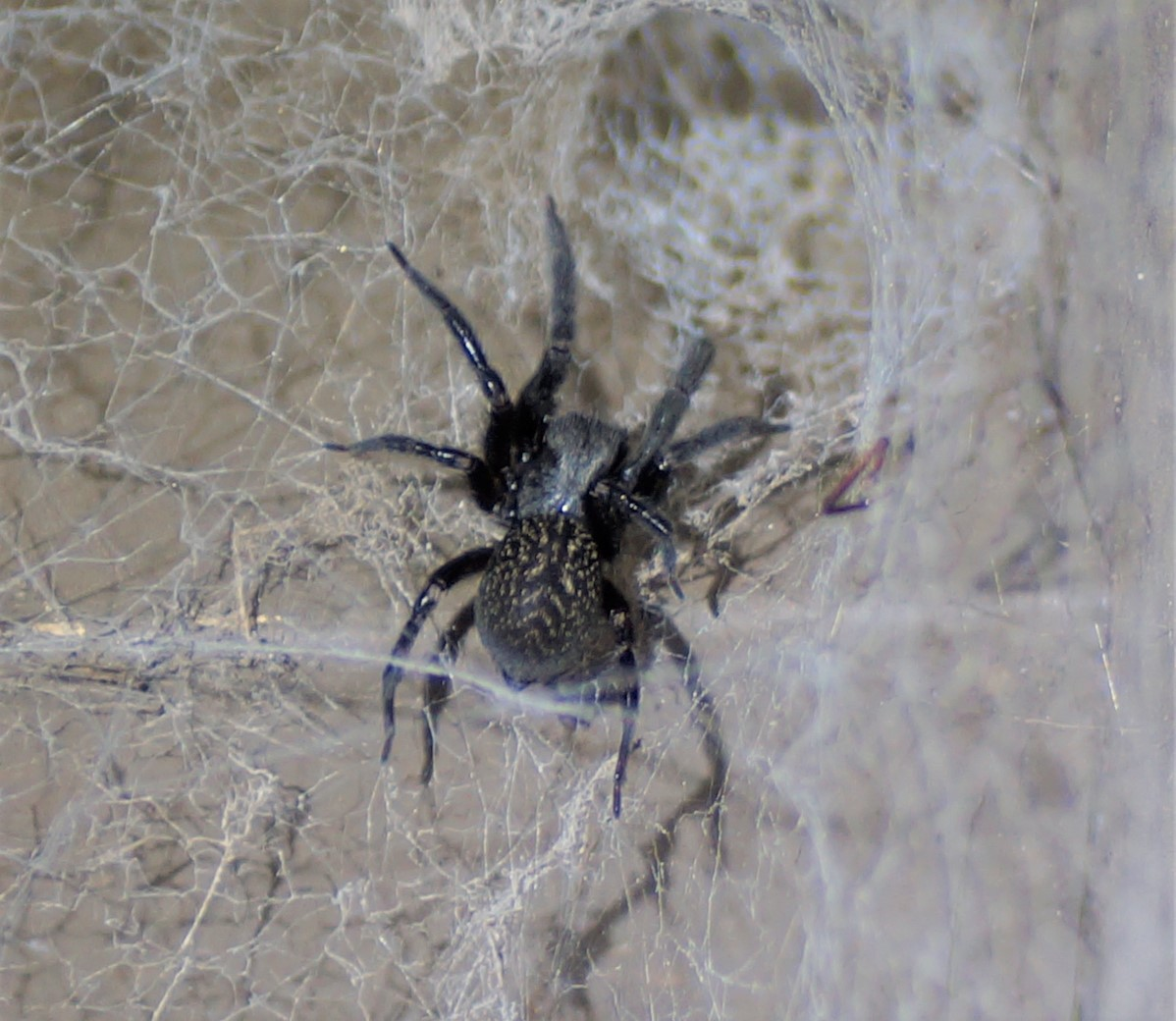
Weibliche Hauskräuselspinne vor der Wohnröhre ihres Netzes
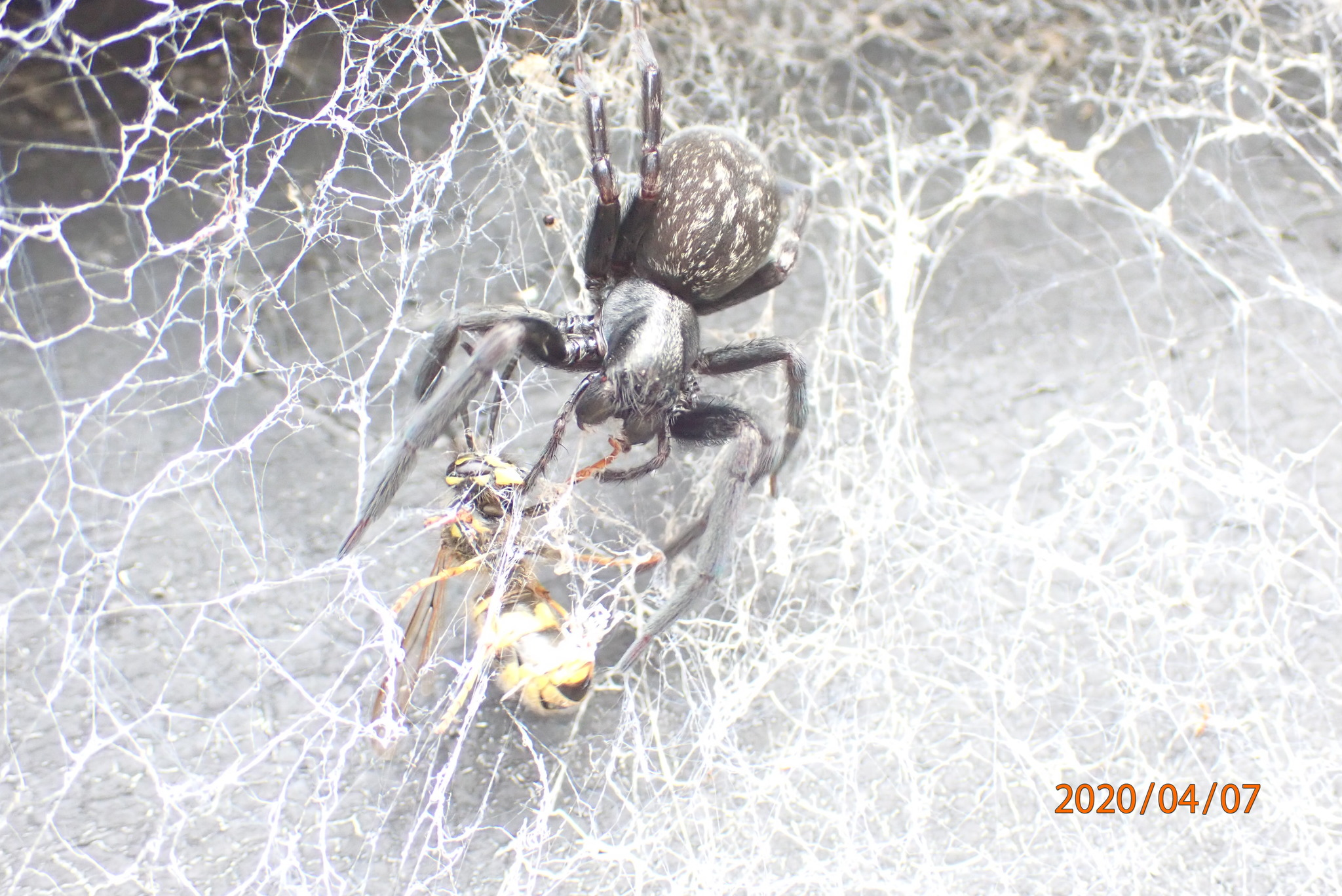
Weibliche Hauskräuselspinne im Begriff, eine Wespe zu erlegen.

## Systematik
Die klassische Systematik befasst sich im Bereich der Biologie sowohl mit der taxonomischen (systematischen) Einteilung als auch mit der Biologie und mit der Nomenklatur (Disziplin der wissenschaftlichen Benennung) von Lebewesen mitsamt der Hauskräuselspinnen. Die Typusart der Gattung ist B. hirsuta.

### Beschreibungsgeschichte
Die Gattung der Hauskräuselspinnen wurde während ihrer 1890 von Tamerlan Thorell durchgeführten Erstbeschreibung in die noch damals als Unterfamilie der Amaurobinii innerhalb der Familie der Dictynoidae (heute die Überfamilie der Dictynoidea) und mittlerweile als Familie angesehenen Finsterspinnen (Amaurobiidae) eingegliedert. Brian John Marples ordnete die 1983 seitens Michael Roland Gray mit den Hauskräuselspinnen synonymisierte Gattung Ixeuticus den Kräuselspinnen (Dictynidae) unter. Pekka Taisto Lehtinen änderte bereits 1967 die Zugehörigkeit der Hauskräuselspinnen und stellte sie der einst ebenfalls zu den Finsterspinnen zählenden und mittlerweile ausgelösten Unterfamilie der Matachiinae unter. Raymond Robert Forster betrachtete die Hauskräuselspinnen 1970 bereits den Gezeitenspinnen (Desidae) zugehörig, betrachtete aber noch die Gattung Ixeuticus als gültig und sah beide als einen nahverwandten Gattungskomplex. Von John Alan Murphy und Michael John Roberts wurde 2015 erwogen, die Hauskräuselspinnen wieder zu den Finsterspinnen zu transferieren, was sich jedoch nicht durchsetzen konnte.

### Arten
Die Gattung der Hauskräuselspinnen umfasst 16 Arten. Diese und ihre geographische Verbreitung sind:
- B. arguta (Simon, 1906) – Australien (Queensland)
- B. bimetallica (Hogg, 1896) – Central Australia
- B. exilis Thorell, 1890 – Indonesien (Java)
- B. exsiccata (Strand, 1913) – Australien
- B. guttipes (Simon, 1906) – Australien (Victoria, Tasmanien)
- B. hirsuta Thorell, 1890 – Indonesien (Java)
- B. hygrophila (Simon, 1902) – Australien (Queensland)
- Schwarze Hausspinne (B. insignis) (L. Koch, 1872) – Australien, in Japan und Neuseeland eingeführt.
- Graue Hauskräuselspinne (B. longinqua) (L. Koch, 1867) – Ostaustralien, in Nord- und Südamerika, Südafrika, Deutschland sowie Japan eingeführt.
- B. maculata (Rainbow, 1916) – Australien (Queensland)
- B. microps (Simon, 1908) – Australien (Western Australia)
- B. pilosa (Hogg, 1900) – Australien (Victoria)
- B. scalaris (L. Koch, 1872) – Australien (Queensland, Central Australia)
- B. senilella (Strand, 1907) – Australien
- B. socialis (Rainbow, 1905) – Australien (New South Wales)
- B. tangae Zhu, Zhang & Yang, 2006 – China

#### Transferierte Arten
34 Arten und Unterarten galten einst als zu den Hauskräuselspinnen zugehörig, wurden jedoch mittlerweile transferiert. Die Arten sind:
- B. agelenoides (Emerton, 1919) = Arctobius agelenoides
- B. alacris (Berland, 1924) = Forsterina alacris (mit Forsterina alticola synonymisiert)
- B. albicauda (Simon, 1908) = Forsterina albicauda (mit Forsterina vultuosa synonymisiert)
- B. angustiae (Marples, 1959) = Dunstanoides angustiae (mit Forsterina velifera synonymisiert)
- B. annulipes (L. Koch, 1872) = Forsterina annulipes
- B. armigera (Simon, 1908) = Forsterina armigera
- B. bivittata (Simon, 1908) = Forsterina bivittata (mit Forsterina velifera synonymisiert)
- B. calypso (Marples, 1959) = Makora calypso
- B. candida (L. Koch, 1872) = Phryganoporus candidus
- B. charybdis (Hogg, 1910) = Neoramia charybdis
- B. chathamensis (Simon, 1899) = Oramia chathamensis
- B. chathamensis occidentalis (Marples, 1959) = Oramia occidentalis
- B. cinctipes Simon, 1906 = Lathyarcha cinctipes
- B. cryphoeciformis (Simon, 1908) = Forsterina cryphoeciformis
- B. dalmasi (Marples, 1959) = Neolana dalmasi
- B. finschi (L. Koch, 1872) = Neoramia finschi
- B. frequens (Rainbow, 1920) = Oramia frequens
- B. gausapata (Simon, 1906) = Phryganoporus candidus
- B. gausapata occidentalis (Simon, 1908) = Phryganoporus gausapatus occidentalis (mit Phryganoporus candidus synonymisiert)
- B. inornata (L. Koch, 1872) = Lathyarcha inornata
- B. janus (Bryimant, 1935) = Neoramia janus
- B. nigrina (Son, 1908) = Phryganoporus nigrinus
- B. nuntius (Marples, 1959) = Dunstanoides nuntius
- B. rubrioides (Hogg, 1909) = Oramia rubrioides
- B. rubrioides mackerrowi (Marples, 1959) = Oramia mackerrowi
- B. segestrina (L. Koch, 1872) = Forsterina segestrina
- B. setosa (Bryant, 1935) = Neoramia setosa
- B. storeniformis (Simon, 1908) = Baiami storeniformis
- B. tubicola (Simon, 1908) = Phryganoporus tubicola (mit Phryganoporus candidus synonymisiert)
- B. vallus (Marples, 1959) = Oparara vallus
- B. vandiemeni (Gray, 1983) = Phryganoporus vandiemeni
- B. velifera (Simon, 1908) = Forsterina bivittata (mit Forsterina velifera synonymisiert)
- B. virgosa (Simon, 1908) = Forsterina virgosa
- B. vultuosa (Simon, 1908) = Forsterina albicauda (mit Forsterina vultuosa synonymisiert)

#### Synonymisierte Arten
12 einstige Arten und Unterarten, die zuletzt zu den Hauskräuselspinnen zählten, wurden mit anderen Arten der Gattung synonymisiert und verloren somit ihren Artstatus. Diese einstigen Arten sind:
- B. australiensis (Strand, 1913) – Synonymisiert mit der Schwarzen Hausspinne (B. insignis) unter Lehtinen, 1967.
- B. chalybeia (L. Koch, 1872) – Synonymisiert mit der Grauen Hauskräuselspinne (B. longinqua) unter Lehtinen, 1967.
- B. helsoni (Bryant, 1935) – Synonymisiert mit der Grauen Hauskräuselspinne unter Marples, 1959.
- B. martia (Simon, 1899) – Synonymisiert mit der Grauen Hauskräuselspinne unter Lehtinen, 1967.
- B. praecalva (Simon, 1906) – Synonymisiert mit der Schwarzen Hausspinne unter Lehtinen, 1967.
- B. robusta (L. Koch, 1872) – Synonymisiert mit der Schwarzen Hausspinne unter Lehtinen, 1967.
- B. sedula (Simon, 1906) – Synonymisiert mit B. guttipes unter Lehtinen, 1967.
- B. senilis (L. Koch, 1872) – Synonymisiert mit der Grauen Hauskräuselspinne unter Lehtinen, 1967.
- B. silvana (L. Koch, 1872) – Synonymisiert mit der Grauen Hauskräuselspinne unter Lehtinen, 1967.
- B. sternitzkii (Gertsch, 1937) – Synonymisiert mit der Grauen Hauskräuselspinne unter Marples, 1959.
- B. subfasciata Simon, 1899 – Synonymisiert mit der Grauen Hauskräuselspinne unter Marples, 1959.
- B. varia Simon, 1906 – Synonymisiert mit B. pilosa unter Lehtinen, 1967.

#### Nicht mehr anerkannte Arten
2 Arten zählten zuletzt zur Gattung der Hauskräuselspinnen und gelten heute als Nomen dubium. Die aufgelösten Arten sind:
- B. blochmanni (Strand, 1907) – Aufgelöst unter Roewer, 1955.
- B. javana (Strand, 1907) – Aufgelöst unter Nentwig, 2020.